# ボ・セオ
ボ・セオ（Bo Seo）は韓国系オーストラリア人のジャーナリスト、作家、 2度の競技ディベート世界チャンピオン。2013年のWorld Schools Debating Championships（WSDC）と2016年のWorld Universities Debating Championship（WUDC）で優勝をしている。著書に『Good Arguments』があり、ディベートで培ったスキルを公の場や個人的な人間関係にどのように応用できるかを説いている。

## 生い立ち
セオは8歳のときに家族とともに韓国からオーストラリアに移住した。当時、彼はほとんど英語を話せなかった。2012年にシドニーにあるバーカー・カレッジを卒業している。

## 経歴
ハーバード大学留学前の2013年、オーストラリア代表として出場したWorld Schools Debating Championshipsで優勝。ハーバード大学学部在学中の2016年には、パートナーのファネレ・マシュワマとともにテッサロニキで行われたWorld Universities Debating Championshipで優勝し、ハーバード大学ディベート連盟とオーストラリアのディベートチームのコーチを務める。その後、清華大学で公共政策の修士号を取得。2018年、オーストラリアン・フィナンシャル・レビューの研修ジャーナリストとなる。2022年、初の著書『Good Arguments: What the art of debating can teach us about listen better and disagreeing well（良い議論：ディベートの技術が教えてくれる、よりよく聞き、うまく意見をぶつける方法）』を出版。